# Czarlina

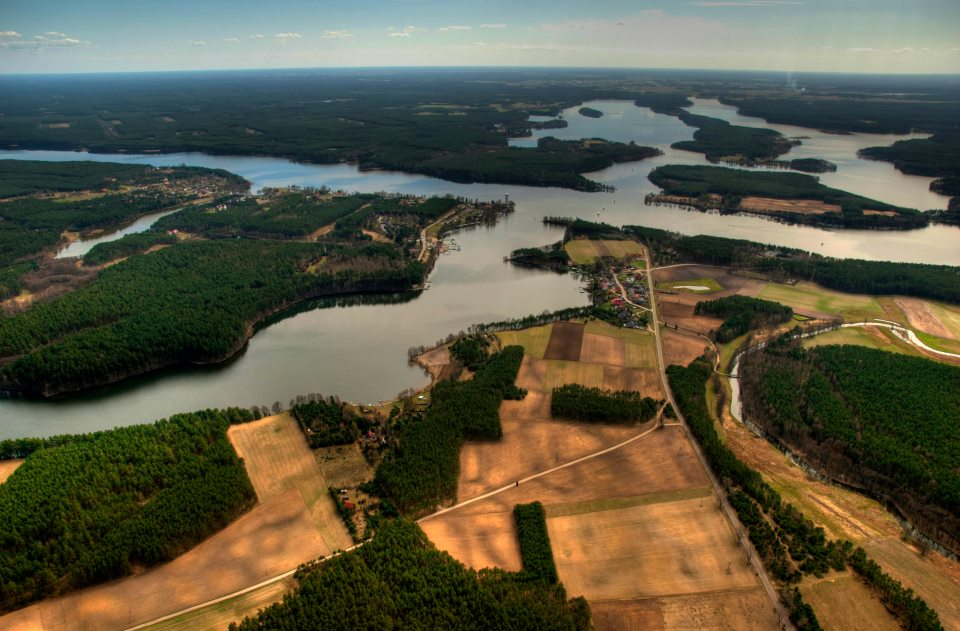
Czarlina

Czarlina (dodatkowa nazwa w j. kaszub. Czôrlëna; niem. Czarlinen) – wieś kaszubska w Polsce na Równinie Charzykowskiej położona w województwie pomorskim, w powiecie kościerskim, w gminie Kościerzyna na terenie Wdzydzkiego Parku Krajobrazowego nad jeziorem Jelenie w sąsiedztwie Wdy. Wieś jest siedzibą sołectwa Czarlina o powierzchni 370,99 ha, w którego skład wchodzi również osada Skoczkowo. Pobliska Wda jest szlakiem spływów kajakowych. Prowadzi tędy również turystyczny Szlak Kaszubski.
Na północ od wsi rośnie 200-letni dąb szypułkowy o obwodzie 3,38 m.
W latach 1975–1998 miejscowość administracyjnie należała do województwa gdańskiego.
Inne miejscowości z prefiksem Czarlin: Czarlin, Czarlino

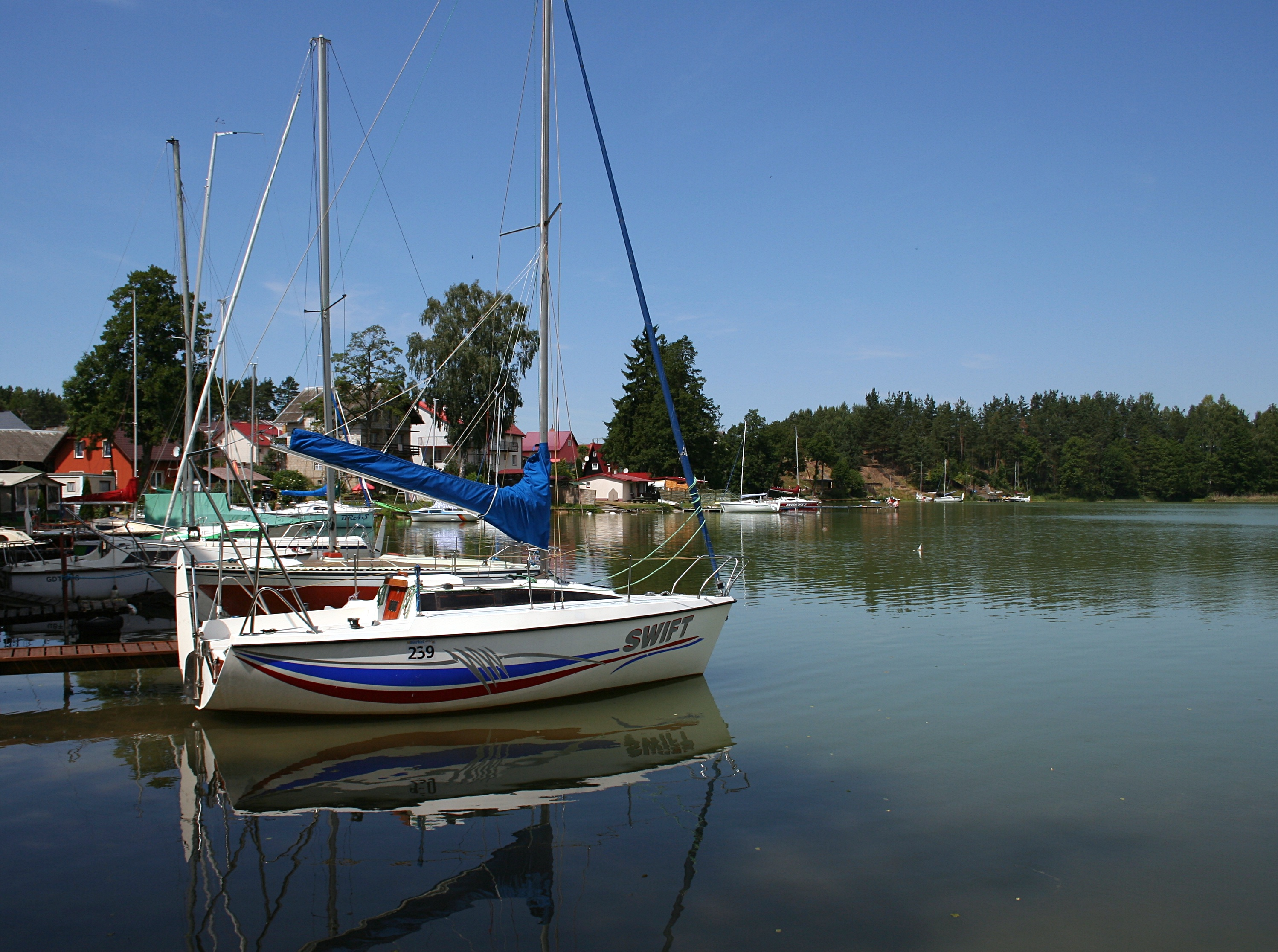
Czarlina widoczna od strony jeziora Jelenie